# Luana Zajmi
Luana Zajmi (ur. 29 stycznia 2002 w Murskiej Sobocie) – słoweńska piłkarka występująca na pomocnika, reprezentantka Słowenii. Posiada także obywatelstwo albańskie.

## Kariera klubowa
W 2008 roku rozpoczęła karierę juniorską grając w ŽNK Mura. W latach 2018–2021 grała w seniorskiej drużynie macierzystego klubu. W sezonie 2020/2021 sięgnęła razem z klubem po mistrzostwo Słowenii. W 2023 roku razem z drużyną zdobyła Puchar Słowenii. Razem z klubem grała także w UEFA Women's Champions League. Od sezonu 2021/2022 grała w angielskim klubie Leicester City. Z Leicester City została wypożyczona do Blackburn Rovers. W 2022 roku powróciła do macierzystego klubu. Razem z klubem ponownie sięgnęła po mistrzostwo Słowenii. W sezonie 2022/2023 grała w chorwackim klubie ŽNK Split. W lutym 2024 roku nawiązała kontrakt z tureckim klubem ALG Spor Kulübü.

### Pogoń Szczecin
W lipcu 2024 roku przeszła do Pogoni Szczecin. W ekstralidze zadebiutowała w sierpniu tego samego roku, w wygranym meczu przeciwko Górnikowi Łęcznej. Zagrała w eliminacjach do UEFA Women's Champions League grając przeciwko drużynom Servette Geneve oraz Kiryat Gat.

## Kariera reprezentacyjna
W styczniu 2020 roku otrzymała powołanie na zgrupowanie kobiecej reprezentacji Słowenii. W reprezentacji zadebiutowała w listopadzie 2022 roku grając w towarzyskim meczu przeciwko reprezentacji Kosowa.